# 페테르 슈마이켈
페테르 한센 볼레스와프 슈마이켈(덴마크어: Peter Hansen Bolesław Schmeichel, MBE, 1963년 11월 18일 ~ )은 덴마크의 전직 축구 선수로, 포지션은 골키퍼였다.

## 경력

### 클럽
폴란드계 아버지와 덴마크계 어머니 사이에서 태어났으며 1970년 그의 아버지가 덴마크 국적을 취득하면서 자동으로 덴마크 국적을 취득하게 된다. 1981년 글라드삭세 헤로에서 데뷔했고 1984년 흐비도우레 IF로 이적했다. 당시 그의 소속 팀이었던 흐비도우레 IF는 1985년 시즌에서 덴마크 2부 리그로 강등당했지만 1986년 불과 한 시즌만에 덴마크 1부 리그로 승격된다.
1987년부터 1991년까지 브뢴뷔 IF 소속으로 뛰면서 팀의 리그 4회 우승(1987년, 1988년, 1990년(덴마크 1부 리그), 1991년(덴마크 수페르리가))과 덴마크 컵 1회 우승(1989년)에 기여했고 1991년 530,000 영국 파운드의 이적료와 함께 잉글랜드의 맨체스터 유나이티드로 이적했다. 맨체스터 유나이티드 소속으로 뛰는 동안 팀의 프리미어리그 5회 우승(1993년, 1994년, 1996년, 1997년, 1999년)과 잉글랜드 FA컵 3회 우승(1994년, 1996년, 1999년), 풋볼 리그 컵 1회 우승(1992년), FA 커뮤니티 실드 4회 우승(1993년, 1994년, 1996년, 1997년), UEFA 챔피언스리그 1회 우승(1999년), UEFA 슈퍼컵 1회 우승(1991년)에 공헌했으며 특히 1999년에는 프리미어리그와 잉글랜드 FA컵, UEFA 챔피언스리그에서 연달아 우승을 차지하면서 맨체스터 유나이티드의 트레블 달성에 공헌하기에 이른다.
1999년 포르투갈의 스포르팅 CP로 이적하면서 팀의 프리메이라리가 1회 우승(2000년)에 공헌했고 2001년 애스턴 빌라로 이적하면서 프리미어리그로 복귀하게 된다. 2002년 맨체스터 시티로 이적했고 2003년 현역 은퇴를 선언했다.

### 국가대표
1987년부터 2001년까지 덴마크 대표팀에서 129경기에 출전했으며 그가 세운 대표팀 출전 기록은 덴마크 대표팀 최다 출전 기록으로 남아 있다. UEFA 유로 1988과 UEFA 유로 1992, UEFA 유로 1996, 1998년 FIFA 월드컵, UEFA 유로 2000에서 덴마크 대표로 출전했으며 특히 UEFA 유로 1992에서 덴마크의 사상 첫 UEFA 유럽 축구 선수권 대회 우승에 공헌했다.

### 기타
세 차례(1990년, 1993년, 1999년)나 덴마크 올해의 축구 선수로 선정되었으며 덴마크 축구 명예의 전당에 헌정되기도 했다. 1992년과 1993년 IFFHS가 선정한 올해의 골키퍼로 선정되었다. 2003년 잉글랜드의 축구 클럽 소속으로 뛰던 시절에 기록한 업적을 인정받아 잉글랜드 축구 명예의 전당에 헌정되었으며 2004년 3월에는 펠레가 선정한 현존하는 최고의 축구 선수 목록인 FIFA 100에 선정되기도 했다.
그의 아들인 카스페르 슈마이켈은 현재 OGC 니스 소속(포지션은 골키퍼)으로 뛰고 있다.

## 수상

### 클럽
브뢴뷔 IF
- 덴마크 수페르리가 4회 우승 (1987, 1988, 1990, 1991)
- 덴마크 컵 1회 우승 (1989)

맨체스터 유나이티드
- 프리미어리그 5회 우승 (1992–93, 1993–94, 1995–96, 1996–97, 1998–99)
- 잉글랜드 FA컵 3회 우승 (1993–94, 1995–96, 1998–99)
- 풋볼 리그 컵 1회 우승 (1991–92)
- FA 커뮤니티 실드 4회 우승 (1993, 1994, 1996, 1997)
- UEFA 챔피언스리그 1회 우승 (1998–99)
- UEFA 슈퍼컵 1회 우승 (1991)

스포르팅
- 프리메이라리가 1회 우승 (1999–2000)

#### 아스톤 빌라
- UEFA 인터토토컵 : 2001

### 국가대표
덴마크
- UEFA 유로 1992 우승

### 개인
- 발롱도르 5위 : 1992
- 발롱도르 8위 : 1997
- UEFA 유로 대회 베스트 : 1992
- UEFA 클럽 풋볼 어워드 최우수 골키퍼 : 1997/98
- PFA 올해의 팀 : 1992/93
- 프리미어리그 사무국 선정 올해의 선수 : 1995/96
- 프리미어리그 최다 클린시트 : 1994/95, 1995/96, 1997/98
- 유럽 최우수 골키퍼 : 1992, 1993, 1998
- 덴마크 올해의 축구 선수 : 1990, 1993, 1999
- 덴마크 축구 올해의 골키퍼 : 1987, 1988, 1990, 1992
- 잉글랜드 축구 명예의 전당 : 2003
- 덴마크 축구 명예의 전당
- 대영 제국 훈장 5등급(MBE, 외국인대상 정원외 명예훈장) : 2001

#### 선정
- PFA 세기의 팀 : 2007
- UEFA 챔피언스리그 10주년 베스트팀 (1992/2002) : 2002
- 프리미어리그 10주년 베스트팀 선정 : 1992/93 - 2001/02
- 프리미어리그 10주년 최고 선방 : (1997년 12월 21일 뉴캐슬 전)
- 프리미어리그 20주년 베스트팀 선정 : 1992/93 - 2011/12
- 프리미어리그 명예의 전당 : 2022
- 월드사커 역대 축구 선수 100인
- 풋볼리그 레전드 100인
- FIFA 100 : 2004

#### 발롱도르
- 1992 - 5
- 1993 - 12
- 1997 - 8
- 1999 - 17

#### FIFA 올해의 선수
- 1992 - 5
- 1993 - 4
- 1997 - 10

## 같이 보기
- A매치 100경기 이상 출전한 축구 선수 명단